# Lucélia Santos
Lucélia Santos (Santo André, Brasil, 1957) es una actriz, directora y productora brasileña.

## Trayectoria
Su carrera se ha desarrollado a lo largo de tres décadas y media, llenas de creatividad y éxito. Su primer trabajo para la televisión, La esclava Isaura (1976), de la Rede Globo, (basado en la novela del mismo nombre escrita por Bernardo Guimarães) es probablemente una de las telenovelas más famosas. Su caracterización como esclava en el Brasil imperial fue aclamada en América Latina. Versiones dobladas a otros idiomas se han presentado en casi setenta países. Ha sido admirada en Europa, Europa del Este, Rusia, África y Asia, transformando a Santos en una estrella internacional. 
Lucélia Santos fue la primera actriz extranjera en ganar el premio Golden Eagle en China. En el 2004 recibió la condecoración “Jóia da China” (Joya de China), en reconocimiento a sus extraordinarios esfuerzos para acercar las culturas brasileña y china. 
Santos también ha tenido éxito como directora, particularmente con su documental "Timor Lorosae - O Massacre Que o Mundo Não Viu" ("Timor del Este - La masacre que el mundo no vio"), que investigó los asesinatos que tuvieron lugar antes de la independencia de Timor del Este. El documentario fue producido por su compañía, Nhock Produções Artísticas Ltda. 
Estuvo casada con el compositor y director de música clásica John Neschling, del que se divorció más tarde. 
Interpretó el personaje de Suzana Mayer en la versión brasileña de Desperate Housewives: Donas de Casa Desesperadas.

## Filmografía

### Teatro
- "Godspell", 1974
- "Transe no Dezoito" 1976

### Televisión
- "La Esclava Isaura", 1976
- "Locomotivas", 1977
- "Feijão Maravilha", 1979
- "Agua viva", 1980
- "Ciranda de Pedra", 1981
- "Guerra dos Sexos", 1983
- "Vereda Tropical", 1984
- "Niña Moza", 1986
- "Carmem", 1987
- "Brasileiras e Brasileiros", 1990
- "Sangue do Meu Sangue", 1995
- "Dona Anja", 1996
- "Malhação", 2001
- "Ciudadano brasileño", 2006
- "Donas de Casa Desesperadas", 2007
- Casos e Acasos, 2008
- Aline, 2011
- Dança dos Famosos, 2014
- Vai que Cola, 2016
- Salve-se Quem Puder, 2018

### Películas
- "Já Não Se Faz Amor Como Antigamente", 1976
- "O Ibraim do Subúrbio", 1976
- "Paranóia", 1976
- "Mau Passo", 1977
- "Um Brasileiro Chamado Rosaflor", 1977
- "Luz del Fuego", 1981
- "O Sonho Não Acabou", 1981
- "Álbum de Família", 1981
- "Bonitinha Mas Ordinária", 1981
- "Engraçadinha", 1981
- "História Devassa", 1981
- "Baixo Gávea", 1986
- "As Sete Vampiras", 1986
- "Fonte da Saudade", 1986
- "Kuarup", 1989
- "Vagas Para Moças de Fino Trato", 1992
- "Três Histórias da Bahia", 2001
- "O Sonho de Rose 10 Anos Depois", 2001
- "Lula, o filho do Brasil", 2010
- Casa Grande, 2014
- La erección de Toribio Bardelli, 2023

### Directora
- "Timor Lorosae - O Massacre Que o Mundo Não Viu", 2001, documental
- "O ponto de Mutaçâo China Hoje", 1997, miniserie para la televisión.